# Субханкулов Марс Галеевич
Марс Галеевич Субханкулов (22 апреля 1935, Бакалы, Республика Башкортостан — 28 июля 2020, Кокшетау, Казахстан) — советский, казахстанский психолог, кандидат педагогических наук (по психологии, 1966), профессор, ученик Мерлина Вольфа Соломоновича, продолжатель идей изучения целостной личности, стилей жизнедеятельности и интегральной индивидуальности. В становлении взглядов автора и отношению к индивидуальному своеобразию человека, многомерным закономерностям онтогенетического развития, большую роль сыграла личность Мерлина В. С. Эти идеи и психологические взгляды он прививал в своих студентах, учениках и участниках тренингов. Один из первых в СССР и постсоветском пространстве психологов — тренеров. С начала 80-х годов XX в. провел более 1000 тренингов. Проводил психологические тренинги в Международной академии бизнеса РК, выездные семинары — лекции по практической психологии в вузах Казахстана, России, Китая и Украины.
Субханкулов М. Г., как представитель советской психологии и последователь школы Мерлина В. С., прошёл путь от научных изысканий типологически обусловленного стиля деятельности и становления новообразований личности, связанных с производственной и учебной деятельностью (ориентировочные, исполнительные, контрольные операции), до нового для того времени направления — создания условий для «провокации» изменений в индивидуальности человека через групповые формы «открытых встреч» (тренингов). Глубокое уважение к личности Мерлина Вольфа Соломоновича, не дало ему усомниться в методологических и теоретических установках основанных на советской идеологии и философии. В то же время, увлеченность познанием человеческой природы способствовало поиску и формированию собственных взглядов на организацию группового субъект-субъектного взаимодействия, для образования, развития и культивирования «чувствительности», «восприимчивости» и «обратных связей», как важных факторов развития индивидуальности человека.
Субханкулов М. Г., постепенно меняя методы групповой работы, экспериментируя и проводя тренинги, в 90-х годах разработал и ввел в практику авторский психологический тренинг: «Практика духовной акробатики». По мнению автора, данный тренинг способствовал актуализации «Наблюдающего Я» в человеке. Уникальность данного тренинга состояла в том, что не ставилась задача обращения внимания участников к привнесенным извне знаниям, умениям. Он говорил: «в самой тренинговой ситуации „здесь и сейчас“ ничему не научишься и знания тоже к тебе не придут». А по поводу того, что в тебе происходит — это «Наблюдающее Я». Автор, обращал внимание, что участники данного тренинга раскрывают врожденные ресурсы и выражают отличия: они внимательно и открыто смотрят в глаза, всегда здороваются, активно общаются, проявляют спонтанность в самовыражении и творческое начало в самореализации, осознание своей «Я-концепции». Способность быть счастливым и адаптивным в обществе.

## Ранние годы
Родился в селе Бакалы Башкирской АССР. Село расположено на западе республики на берегу реки Сюнь. Он знал и помнил своих предков по линии отца до седьмого колена. Род отца был купеческий, как передавалась история рода в семье, после русско — турецкой войны во второй половине XIX века, один из предков Субханкуловых выкупая пленных солдат российской армии на территории Турции, отправлял на их родину. Этот эпизод описан в произведении Мельникова П. И. (Андрей Печерский) «На горах» и является гордостью его потомков. Отец Субханкулов Галей Галеевич (1903—1943), был дважды арестован и репрессирован по доносам. Сын ещё не ходил в школу, как трагедия отца, объявленного «врагом народа» обрушилась на их семью. После ареста отца, его семья испытывала остракизм окружающих, как вспоминала мать Абсалямова Таиба Шагабутдиновна (родом из мусульманского духовенства) (1913—1975). Впоследствии она рассказывала, что, Марс, когда был ребёнком, выходил каждое утро на ближайшую дорогу и просил проезжающие машины привезти его отца домой. Когда он пошел в школу, его называли «сын врага народа», их дом стоял на окраине села и некоторые близкие родственники, увидев их переходили на другую строну улицы. Как он вспоминал впоследствии, так продолжалось до одного раннего утра, когда он радостно объявил всем дома, что отец сегодня вернется. Никто ему не поверил считая, что это абсурд. Отец действительно вернулся в это утро, так как его освободили, призвав одновременно на фронт. В 1943 году на отца пришла похоронка.

## Научная деятельность

### Казанско-Свердловский период (1952—1964)
В 1952 году поступил в Казанский государственный университет на факультет психологии, русского языка и логики. Марс Галеевич Субханкулов осознавал значимость детских переживаний и благодарил свою судьбу за бесценный подарок, такой, как раннее понимание факта своего одиночества. Это определило его профессиональный путь. Внутренние переживания стали определять канву внешних событий. Мощной фигурой и катализатором дальнейшего профессионального пути и духовного самоопределения станет личность Мерлина Вольфа Соломоновича, лекции которого отличались своей яркостью, нестандартностью и умением Учителя (Мерлина) видеть в глазах студента яркую индивидуальность. Получив диплом, сразу же поступил в аспирантуру в Казанском университете , окончив которую защитил кандидатскую диссертацию на тему: «Психология индивидуального стиля деятельности» в Ленинградском Государственном университете (ЛГУ) в 1965 году. Научные руководители: доктор психологических наук Климов Е. А., профессор Мерлин В. С.
Марс Субханкулов ещё в университете увлёкся поэзией, прозой и написанием стихов. Легко запоминал много стихов А. Ахматовой, М. Цветаевой, Р. Бёрнс, С. Есенина, Ю. Левитанского, А. Вознесенского, Е. Евтушенко, В. Маяковского и др., зачитывался произведениями Габриеля Гарсиа Маркеса, ценил восточных поэтов Ли Бо, Ай Цин и др., любил цитировать классиков на своих занятиях, тренингах и поэтических встречах. После окончания вуза работал в Свердловской области, в разных районах на родине, преподавателем, инструктором отдела образования и директором школы.
В 1958 увлёкся йогой и медитацией, ежедневно посвящал занятиям 1-1,5 часа в течение всей своей жизни.
Во время учёбы в Казанском университете занимался акробатикой (тренер Б. И. Якубчик), ездил в ГДР на соревнования со сборной СССР. Организовал группу детей, которых тренировал акробатике.
В 1964 ему было присвоено звание спортивного судьи по акробатике 1 категории.
Совместно с Климовым Е. А, профессором Мерлином В. С. проводил исследования среди спортсменов и в производственной деятельности токарей, для изучения их психофизиологических возможностей. В дальнейшем вел тренинги для увеличения и усовершенствования их пороговых возможностей. Эта система подготовки использовалась при подготовке спортсменов.

### Преподавательская и исследовательская деятельность (1965—1995)
С 1965 по 1995 преподавал и из них пятнадцать лет заведовал кафедрой психологии в Кокчетавском педагогическом институте КазССР (ныне — Кокшетауский государственный университет имени Ш. Уалиханова), на базе которой под руководством Субханкулова М. Г., была создана первая экспериментальная психологическая лаборатория в республике, где проводились исследования совместимости машины и человека: проблемы дифференциальной психологии, психофизиологического принципа многомерной зависимости. Лаборатория занималась не только проблемами психологии педагогической деятельности, но и вопросами инженерной психологии. По технической оснащенности и научным результатам лаборатория считалась одной из ведущей в КазССР. Исследования проводились под руководством с докторами психологических наук профессором Гуревичем К. М. работавшим в Московском государственном университете (МГУ), Климовым Е. А. и Мерлиным В. С.
За период работы психологической лаборатории защищены более 12 кандидатских диссертаций. Субханкулов Марс Галеевич пригласил и создал условия для работы молодым инженерам (Сарториус Т. Д., Я.Кисляков, А.Бабич, В.Вишняков, А.Воробьев, А.Идт), которые построили уникальные для своего времени аппаратные установки и кабины, специальные тренажеры, благодаря которым, в лаборатории были проведены научные исследования педагогами кафедры и выпускниками вуза — Герасимовым В. П., Сергеевой С. В., Сарториус Т. Д., Кукубаевой А. А. и др., в дальнейшем они защитили диссертации в НИИ АПН г. Москвы и ЛГУ г. Ленинграда. В те же годы кафедра Кокчетавского педагогического института активно сотрудничала с факультетом психологии МГУ, в частности, с Хараш А. У. — по теме совместных исследований субъект-субъектного взаимодействия в групповой динамике студентов, в процессе их обучения; с кафедрой психологии Алматинского государственного университета им. Абая; с ведущими психологами Казани, Перьми и Свердловска. Марс Галеевич Субханкулов поддерживал творческие и дружеские связи с Мукановым Маджит Мукановичем, который в свою очередь, всячески поддерживал деятельность лаборатории и научные изыскания его выпускников. Организовывались и проводились в г. Кокчетав, в стенах Кокчетавского педагогического института, совместные научные конференции молодых психологов и приглашались в рамках проводимых научных всесоюзных конференций крупные ученые: Климов Е. А., Мерлин В. С., Муканов М. М., Петренко В. Ф., Хмель Н. Д. и др. На базе Кокчетавского педагогического института в течение семи лет проводились Всесоюзные олимпиады по психологии, участники которых поступали в ведущие учебные заведения страны — Московский, Ленинградский государственные университеты и др. Новаторский подход Субханкулова М. Г. был заметен и в преподавании кафедры, которой он заведовал. Методы, применяемые на занятиях отличались новыми подходами (проблемное обучение, использование документального и учебного кино, ТСО, практико-ориентированное обучение и др.) и технической оснащенностью (организованные аудитории для просмотров учебных фильмов, специальное освещение и др.). Многое делалось при Субханкулове М. Г. впервые: педагогическая практика, инструкторский лагерь для вожатых, организация написания и защиты дипломных работ студентами. По просьбе территориальных органов МВД кафедра осуществляла психологическую экспертизу поведения несовершеннолетних правонарушителей, занималась по просьбе учителей города консультацией родителей, оказывала психологическую помощь студентам.

### Вклад в практическую психологию (групповая и тренинговая работа) (1979—2019)
С начала 70-х годов Марс Галеевич Субханкулов был Вице президентом Казахстанского отделения Общества Психологов СССР. Председателем общества являлся Муканов М. М., с которым коллективно организовывали обмен опытом между ведущими вузами страны, исследовательские работы, в том числе на базе лаборатории, совместные публичные выступления и лекции. Это был расцвет научной психологической мысли и творческой реализации идей, активного участия студентов, молодых ученых в международных психологических конференциях и взаимодействие с ведущими специалистами страны и зарубежья. Можно отметить, что благодаря созданной научной атмосфере зарождалась экспериментальная и практическая психология, разрабатывались и активно им внедрялись в образовательный процесс тренинги личностного роста и сензитивности. Все это легло в основу авторского тренинга: «Практика духовной акробатики». Уникальность личности Субханкулова Марса Галеевича отмечали его коллеги, посвящая ему статьи и публикации (Б. Крамаренко, А. Урбанович, Б. Саханов и др.) О данном тренинге автор сам рассказал позже в 2012 году, на одной из встреч со студентами, педагогами столицы Казахстана в Астане (Нур-Султан).
В деятельности Марса Галеевича было долгое сотрудничество с художником Константином Сергеевичем Ганиным. В начале шестидесятых годов XX века, к психологу Марсу Галеевичу Субханкулову, пришел на прием Константин Ганин. Интересна встреча тем, что Ганину было предложено рисовать свой автопортрет в качестве само терапии через живопись. Независимо в каком бы состоянии, настроении не находился Ганин, он продолжал рисовать себя изо дня в день, что в итоге привело к самоанализу переживаний и рефлексии себя в автопортретах, нахождению истинного «Я» и нового подхода в организации тренингов личностного роста (М. Субханкулова).
Субханкулов М. Г. оценил талант Ганина К. С. и предложил выступить ко-тренером на его тренингах со студентами вузов и работниками организаций, куда приглашали их, как профессиональных тренеров. Как позже вспоминали участники тренингов: молчаливый и задумчивый К. Ганин легко вписывался в атмосферу тренинга, в руках у него всегда была шероховатая бумага и уголь, им создавались уникальные портреты участников в начале тренинга и после процесса их терапевтического взаимодействия в группе. Принятие своего портрета участниками являлось частью терапевтического процесса, через проявление эмпатии и самоидентификации в проводимых тренингах. Позже Субханкулов М. Г. попросил доктора психологических наук Петренко В. Ф., с которым поддерживал дружбу и сотрудничество многие годы, проанализировать и дать психологическую оценку автопортретам К. Ганина . В настоящее время сами автопортреты, которые прошли семантико-вычислительный анализ авторами статьи, можно увидеть в статье (Петренко В. Ф., Митина О. В.).
В сотрудничестве с художником К. С. Ганиным, как рассказывал Субханкулов М. Г. были разработаны 40 карточек с портретами придуманных лиц людей, разных возрастов, пола и уникальность — разной национальности. Портреты нарисованы карандашом и каждый из портретов выражает разное эмоциональное состояние. Внутренняя структура стимульного материала составляет восемь вертикальных рядов и пять горизонтальных, каждый вертикальный ряд включает карточки сходных по возрасту, полу и национальности. Эти карточки предъявлялись в качестве стимульного материала при тестировании особенностей личности испытуемого. Испытуемый неосознанно «проецирует» при выборе или отказе того или иного портрета. Выражая таким образом базовые эмоциональные состояния, предпочтения, мысли, установки и т. п. Данная проективная методика дает возможность быть примененной при диагностической и терапевтической беседе, для анализа своих неосознанных личностных особенностей и глубинных переживаний. Данная методика осталась неопубликованной, как и монография по теме: «Групповые формы психологической работы для совершенствования индивидуальных возможностей, самовосстановления и приобретения навыков бесконфликтного общения» Субханкулова М. Г. Предстоит работа по её публикации дочерью Субханкуловой Е. М. С начала 90-х, Субханкулов М. Г. продолжил предъявлять проективные образы, как «провокации» уже в своих фотоработах: пропуская свет через воду, кристаллы и трещины на льду и др., создании на фотографиях «психоэнергетических пятен», которые позволяли сознанию смотрящего выйти из ситуации повседневности и расширить возможности нового видения и другой реальности.
Субханкулов М. Г. в восьмидесятые годы познакомился с талантливым театральным режиссёром Урбанович Александром Григорьевичем. Они совместно, в начале 80-х годов XX века, в Русском драматическом театре г. Кокшетау, проводили психологические тренинги с актёрами, «в регламентированных творческим коллективом условиях». Как рассказывал Урбанович А. Г., что благодаря психологическим тренингам, творческие задачи, стоявшие перед ним, как режиссёром были интересны и возможны в реализации, актёры лучше погружались в материал при постановке спектаклей, доверительно взаимодействовали друг с другом и выступления отличались психологической наполненностью в выражениях чувств и образов. Раньше на такую работу уходило по несколько месяцев, а после прохождения тренингов, театральная труппа была готова в течение нескольких недель. Результаты данной работы были озвучены Субханкуловым М. Г. на VI Всесоюзном съезде психологов в Москве (1983). Несколько лет спустя, в 1986 году, после встречи на Международном психологическом конгрессе с крупнейшим представителем гуманистической психологии Карлом Роджерсом (1902—1987), окончательно было определено дальнейшее профессиональное и личностное самоопределение Субханкулова М. Г. в качестве тренера и практического психолога. Необходимо отметить, что этот период, стал переломным и переосмысленным Субханкуловым М. Г., как исследователя, он начал преобразовывать свои группы встреч (encounter-groups), через форму «открытого общения» и «театрального преобразования», с добавлением элементов акробатики (статической и динамической) (для балансирования тела и сознания), которые по-новому повлияли на групповую динамику его тренингов. Как вспоминают об этом периоде Урбанович А. Г. (Берлин, Германия) и доктор психологических наук, профессор Клочко В. Е. Субханкулов, впервые ввел авторский психологический тренинг: «Практика духовной акробатики» в 90-е годы, после длительного поиска и преобразования. Сам он связывал свой тренинг с местом: «Ой аланы» в Боровом Акмолинской области, (в переводе местные жители называли «Поляна озарений, размышлений»). Позже это место было переименовано в «поляну Абылай хана». Как вспоминал М. Г. Субханкулов, на этом месте в советские годы организовывались Республиканские психологические олимпиады среди студентов вузов и позже проводились его тренинги.
Субханкулов М. Г. в 2002 г. принял участие в экспедиции: «По военным дорогам Хана Кенесары», по приглашению ректора «Академии Кокше», профессора Касым Ж. Ж. (2002) . Организация самой экспедиции требовала больших исследовательских, технических и человеческих усилий. Летом 2002 года, в количестве восьми человек (Ж. Темирхан, Н. Искаков, И .Таскара, К. Койгарин, М. Субханкулов, З. Ташаев, К. Курманов, А. Колотов) стартовала машинная экспедиция из Кокшетау, далее Тургай — Улутау — Иргиз — Туркестан — Каратау — Сузак — Кумкент и обратно Кокшетау. Описание самой экспедиции можно найти в книге Нурмуханбета Искакова: «По военным дорогам Хана Кенесары» Как вспоминал позже Субханкулов М. Г. сама атмосфера встречи с каменными изваяниями, мавзолеями, военной атрибутикой в музеях, которые они посещали оказывали неизгладимые впечатления о степной цивилизации того времени. Как исследователя-психолога его внимание привлекли встречи с местными жителями и формы передачи информации ими о временах хана Кенесары (XIX век), как правило по памяти, со слов своих дедов и прадедов в беседах с членами экспедиции, по традициям «аксакальского круга».
В последующем он на своих тренингах применял традиции «аксакальского круга». Как объяснял автор: это продолжение традиций общения и взаимодействия заложенных у степных народов. Так, для кочующего человека, все знания можно было узнать среди соплеменников на «аксакальском круге», ему очень важно было получить экспресс-информацию (стоит ли иметь дело с конкретным человеком или нет, определить готовность другого человека к решению или отказу и т. п.). Этому способствовала и осведомленность степных народов о знаниях психологии отношений, физиогномики (особенно много информации о психофизиологии и характере человека можно было получить по особенностям строения ушей человека). В том числе, им были знакомы техники раппорта (пристройки по дыханию, темпу речи, по использованию в речи определённого словаря, положению тела партнера и др.), все это передавалось от старшего к младшему поколению именно в «аксакальском кругу» и позволяло более эффективно взаимодействовать, сохраняя баланс и нивелируя конфликтные ситуации. Таким образом, формировался внутренний опыт через предложенные архетипические примеры особенностей взаимоотношений, установленных у степных народов: «шежіре» (родословие), «жетi ата», как принцип "знать своих предков до седьмого колена; «төре» (род по мужской линии), «всадник», «воин», «ақсақал» (старейшина), «құрдас» (ровесник), «шаңырақ көтеру» («установить свой шанырак», «создать свой очаг»), «бақсы-шаман», «небо-тенгри», «жерұйық» (земля обетованная), «байтерек» (древо жизни), «получить бата» (получить благословение), «Ақ жол» (светлый путь), «қанағат» (довольствоваться тем, что имеешь) и др.

## Учителя и ученики
Как отмечал Марс Галеевич Субханкулов его психологическое древо начиналось с Вильгельма Вундта, основателя экспериментальной психологии, Бехтерева В. М. крупнейшего психолога, физиолога и морфолога. Его ученика Лазурского А. Ф. разработавший метод естественного эксперимента. Басова М. Я., будучи его учеником, в своих работах обосновывал необходимость объективного исследования деятельности Мерлина В. С., оставившего яркий след в истории психологической науки, который впервые в советской психологии озвучил идею об интегральной индивидуальности. Мерлин В. С. И его ученики изучали не отдельные свойства человека, а его целостную интегральную индивидуальность. Их научные труды носят гуманистическую направленность, ставя во главу идею индивидуальности человека и изучения его возможностей к самореализации.
Субханкулов М. Г. активно занимался тренингами, проводил встречи со студентами и педагогами, с работниками различных сфер и др., но официально свою школу так и не создал, поэтому нет возможности отметить официально его учеников. Его последователи между собой называют себя «марсианами». Он в последние десятилетия выделял несколько человек отличавшихся своими взглядами, потенциалом, научной и практической работой, и называл их имена в своих интервью и встречах.

## Йога и восточные практики
В двадцать три года, Марс Субханкулов (1958) увлёкся йогой и позже пришел к медитации, ежедневно посвящал занятиям 1-1,5 часа в течение всей своей жизни. Он поддерживал многие годы акробатическое тело и легко стоял на голове и мог держать баланс используя только одну руку. Такой образ жизни позволил ему поддерживать принципы: «духовной акробатики» в себе и в своих учениках. Он зачитывался текстами Карлоса Кастанеды, ещё в 70-е годы в форме самиздата, а также Даниила Андреева, Ошо, Адольфа Харраша, Иккю Содзюна, Георгия Гурджиева, Николая Абаева, Джона Лилли, Рам Дасса, Авессалома Подводного, Нассима Талеба, Михая Чиксентмихайи и др. Он в книгах всегда находил собеседника и вдохновлялся их идеями, смело применял в своих тренингах и на практических занятиях со студентами. Его академические знания, поэтическая натура и удивительно тонкое понимание природы психологических явлений, позволяло ему находить «инструменты», которые применял в своей практике.

## Семья
Субханкулов М. Г. женился в 1966 году. Супруга: Сергеева Светлана Васильевна, кандидат педагогических наук (живет в Канаде). В браке родились двое детей: дочь Субханкулова Евгения Марсовна (художник) и сын Субханкулов Андрей Марсович.
Старшая сестра Субханкулова Зоя Галеевна (Башкирия), два младших брата-близнеца Виль Галеевич Субханкулов (10.12.1937 — 29.02.1996) и Марат Галеевич Субханкулов (10.12.1937-11.07.2021).